# Bomberman Blitz
Bomberman Blitz es un videojuego de DSiWare desarrollado por Hudson Soft para la Nintendo DSi. Fue lanzado el 7 de octubre de 2009 en Japón, y en noviembre del mismo año en Europa y Norteamérica. El juego estuvo disponible para su compra en la Nintendo 3DS a través de la Nintendo eShop hasta la clausura de la tienda en marzo de 2023.

## Jugabilidad
Como en otros títulos de Bomberman, el jugador debe soltar bombas en un intento de eliminar a otros personajes atrapándolos en las explosiones. Existen también potenciadores que otorgan habilidades adicionales, como la capacidad de recoger y lanzar bombas fuera de la pantalla, o incrementar la velocidad del personaje o el tamaño de las bombas.
El juego cuenta con 10 escenarios para elegir, cada uno con características únicas. También se presenta un modo llamado Bomberman para Principiantes, en el cual el usuario puede aprender las estrategias y movimientos básicos para luego poder jugar los combates.
El multijugador se podía jugar localmente y por internet con una Conexión Wi-Fi de Nintendo, pero tanto el multijugador como las tablas de clasificación ya no se encuentran disponibles debido a que los servicios de Conexión Wi-Fi han sido cerrados en mayo de 2014. Ocho jugadores pueden jugar localmente a la vez, mientras que solo cuatro podían jugar en línea. Como en todos los juegos de Nintendo DS, se requería intercambiar Códigos de Amigo entre jugadores en caso de que quisieran jugar en línea.